# Sidowayah (Beji)
Sidowayah is een bestuurslaag in het regentschap Pasuruan van de provincie Oost-Java, Indonesië. Sidowayah telt 3256 inwoners (volkstelling 2010).